# Уганда на летних Олимпийских играх 2000
Уганда принимала участие в Летних Олимпийских играх 2000 года в Атланте (США) в одиннадцатый раз за свою историю, но не завоевала ни одной медали.

## Состав олимпийской сборной Уганды

### Плавание
Спортсменов — 1
В следующий раунд на каждой дистанции проходили лучшие спортсмены по времени, независимо от места занятого в своём заплыве.
Мужчины
| Спортсмен   | Соревнование | Предварительные заплывы | Предварительные заплывы | Полуфиналы | Полуфиналы | Финал     | Финал     |
| Спортсмен   | Соревнование | Результат               | Место                   | Результат  | Место      | Результат | Место     |
| ----------- | ------------ | ----------------------- | ----------------------- | ---------- | ---------- | --------- | --------- |
| Жое Атухэйр | 100 м брасс  | 1:22,35                 | 65                      | Не прошёл  | Не прошёл  | Не прошёл | Не прошёл |